# Farg Qaleh
Farg Qaleh is een stad in Iran met 4.519 inwoners in 2016, en ligt in de provincie Razavi-Khorasan.